# Miconia cuspidata
Miconia cuspidata är en tvåhjärtbladig växtart som beskrevs av Charles Victor Naudin. Miconia cuspidata ingår i släktet Miconia och familjen Melastomataceae. Inga underarter finns listade i Catalogue of Life.

## Bildgalleri

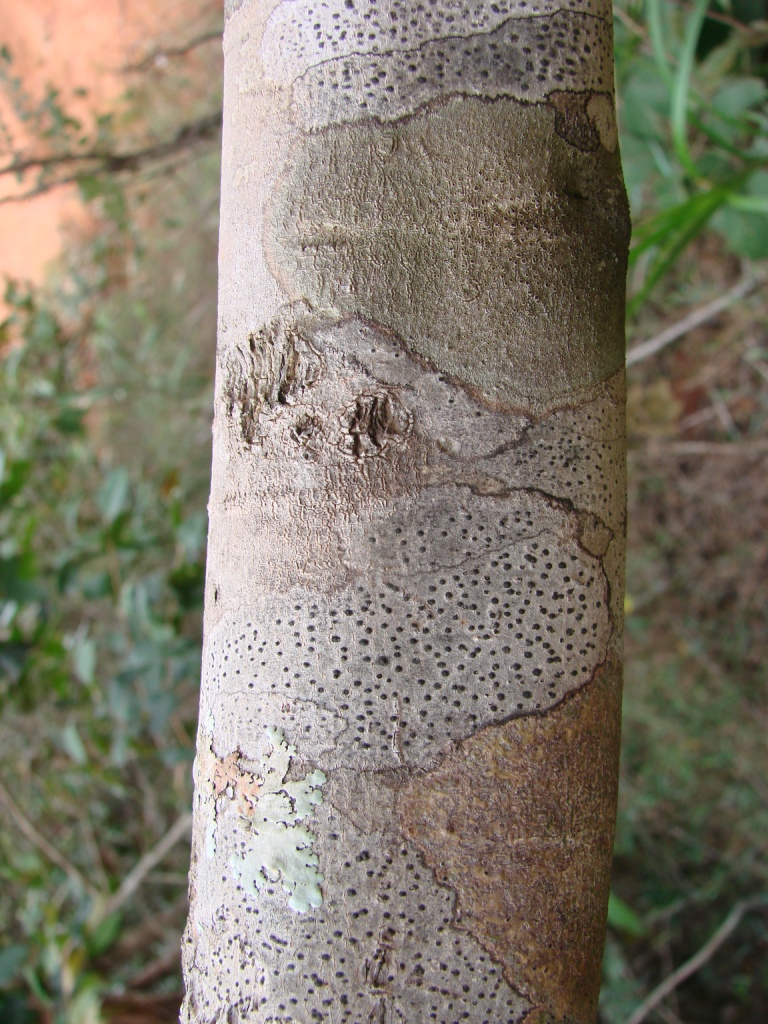